# Annapurna Labs
Annapurna Labs és una empresa israeliana de microelectrònica. Des de gener del 2015 és una filial de propietat total d'Amazon.com. Segons sembla, Amazon va adquirir l'empresa per a la seva divisió de serveis web d'Amazon per 350-370 milions de dòlars.

## Història
Annapurna Labs, que porta el nom del massís de l'Annapurna a l'Himàlaia, va ser cofundat el 2011 per Bilic "Billy" Hrvoje, un refugiat jueu bosnià, Nafea Bshara, ciutadà àrab israelià, i Ronen Boneh. amb inversions dels inversors independents Avigdor Willenz, Manuel Alba, Andy Bechtolsheim, la firma de capital risc Walden International, Arm Holdings, i TSMC. Els membres del consell inclouen Avigdor Willenz, Manuel Alba i Lip-Bu Tan, el conseller delegat de Walden International i Cadence Design Systems.
El primer producte llançat sota el paraigua d'AWS va ser el maquinari AWS Nitro i l'hipervisor de suport el novembre de 2017. Després de Nitro, Annapurna va desenvolupar CPU de propòsit general sota la família Graviton i ASIC d'aprenentatge automàtic sota les marques Trainium i Inferentia.